# 段澐
段澐（1905年—1954年），字湘泉，中國湖南衡永郴桂道衡州府（今衡陽市）人，中華民國陸軍中將，曾任台灣防衛總司令部副總司令。在國共內戰中，於1946年兩度擊潰華北人民解放軍，得到華北趙子龍的稱號。在台灣白色恐怖時代，1952年以知匪不報的罪名入獄而於1954年遭槍決，後世研究者多認為段澐案為冤案。

## 生平
1925年7月，考入黃埔軍校第四期步兵科；1926年1月，黃埔軍校第四期畢業後，歷任黃埔軍校入伍生總隊第二團排長、區隊長。國民革命軍第六軍十八師五十三團連、營、團長，第一師第一團團長，第二十四師一一四團團長，第十九師參謀長，第五十二師一五四旅少將旅長。抗日戰爭爆發後，任陸軍預備第三師副師長兼第二團團長，寶雞警備司令，軍政部第四新兵補訓處副處長兼敘南師管區司令，後入峨嵋山中央軍官訓練團戰術研究班第三期、陸軍大學將官班甲級第三期，革命實踐研究院第一期深造;1942年9月，任第一戰區第九十五師副師長，率部隨37軍軍長羅奇參加徐州會戰、長衡會戰、浙贛戰役、常德會戰和桂柳會戰。1944年12月，任有「趙子龍師」美譽之稱的國民革命軍第九十五師師長;1945年4月30日，37軍番號被撤消，95師改隸62軍，赴越南參加受降儀式，任召南警備司令。1945年10月，曾開赴台灣接受日軍投降，任嘉義警備司令。
1946年，受降事畢該師隨軍部赴華北，隸屬保定綏靖公署。1946年5月，62軍整編為62師時95師被整編為95旅，段澐任旅長。1946年9月，段澐率部在「勝芳之役」、「固安之役」兩次攻堅戰擊潰華北解放軍。國防部見95師屢立戰功，就給該部隊換了美式裝備，段澐也被調升為整編第208師（三旅九團制的甲種師）師長。1948年9月，明令授予授陸軍中將軍銜，國防部下令各整編師、旅都改回原來的軍、師番號，整208師擴編為87軍的番號，所屬三個旅改稱師，段澐升任87軍軍長（轄第220師，師長路靜澄；第221師，師長王永樹；第222師，師長周雨寰 ），奉命守北塘、塘沽第87軍軍長兼塘沽防守司令、代第十七兵團司令。1949年1月15日，第四野戰軍攻克天津，當天下午，塘沽守軍即從無線電台得到了消息，段澐直接向南京發報後，連夜率87軍3個師登艦撤離至上海，隸屬京滬杭警備總司令湯恩伯指揮，並在之後的上海戰役中做出了傑出貢獻。1949年4月25日，段澐就奉命率87軍駐防浙東、舟山時，溪口交警倒戈，蔣中正總統處境甚危，乘「太康」號艦去台灣時，還專門召見軍長段澐，親授機宜，要他堅守象山半島兼管穿山半島沿海島嶼的防禦，確保舟山基地的安全，段澐隨即派兵敉平叛亂。不久，他被調到台灣擔任台灣防衛總司令部副總司令。
1951年妹夫謝小球、堂兄段徽楷來台。1952年8月段澐被保密局逮捕，罪名是「知匪不報」，被關了一年半。在沒有判決書的情況下，於1954年2月3日以「共諜」嫌疑與其胞兄段復、妹夫謝小球、堂兄段徽楷被押赴刑場槍決。保密局督察室主任谷正文認為，「段澐叛亂案」是假案。陸軍總部情報署長張揚明亦對此案有異議。
先後列名在1999年綠島人權紀念碑以及2013年舉辦的「遲來的愛─白色恐怖時期政治受難者遺書特展」、與前者名單大致相同2013年列名北京西山無名英雄廣場。
段澐出生於湖南衡南縣茅市鎮茅洞橋泉水江，身後骨殖由長媳蔣先來將其從台灣新北市中和春秋墓園遷葬於湖南衡南縣譚子山鎮楊湖村大樂皂歸園。